# پریماشنکو ۱۴۶۲۴
سیارک ۱۴۶۲۴ (به انگلیسی: 14624 Prymachenko، نامگذاری:1998UO24) چهارده هزار و ششصد و بیست و چهارمین سیارک کشف شده‌است که در ۱۸ اکتبر ۱۹۹۸ کشف شد.
قدر مطلق سیارک برابر ۲۰.۴ است.